# Túmulo do Papa Inocêncio VIII

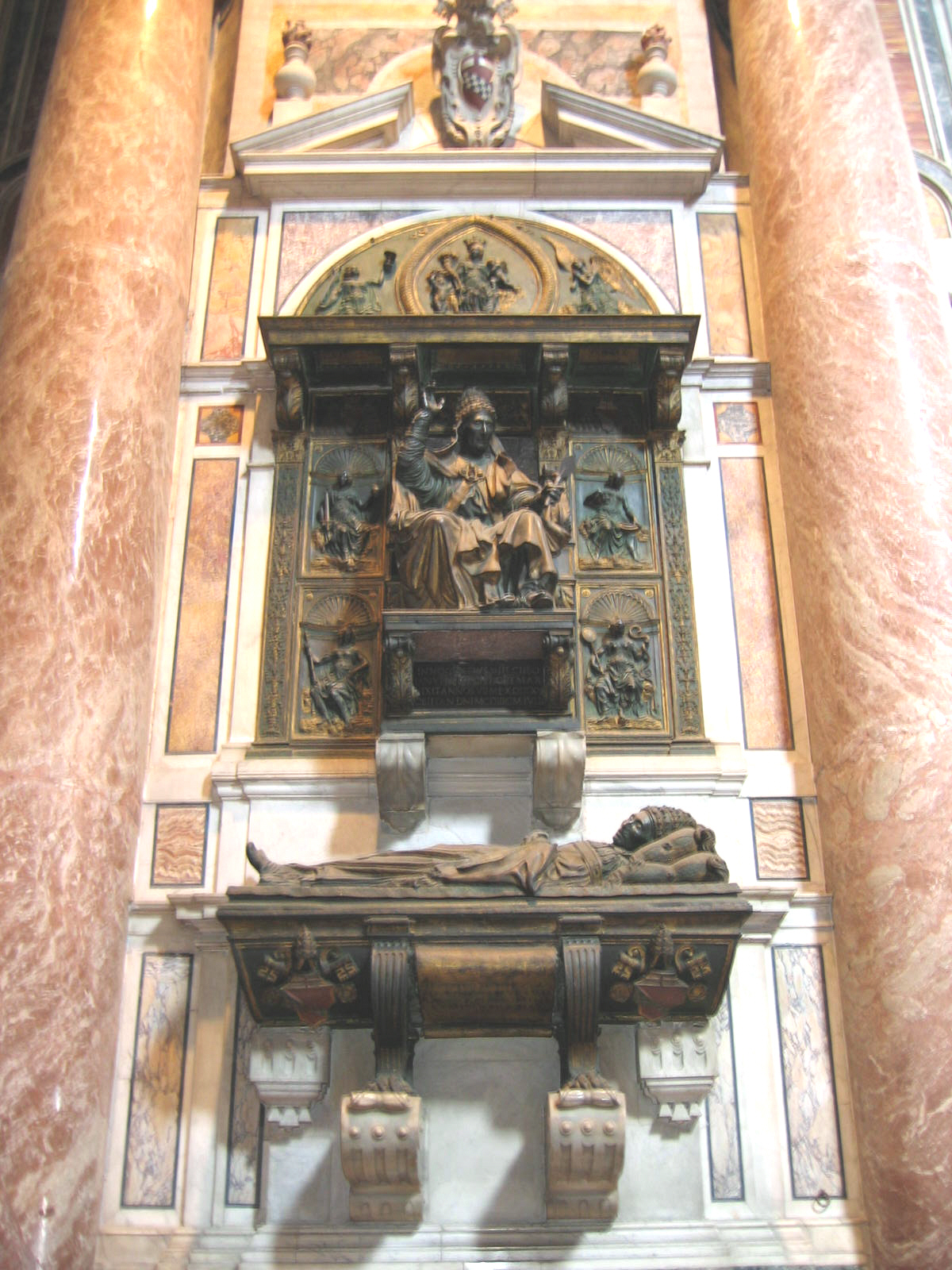
Túmulo do Papa Inocêncio VIII.

O túmulo do papa Inocêncio VIII, obra em bronze, circa 1498, por Antonio Pollaiuolo (1431–1498) é das maravilhas da Basílica de São Pedro, em Roma.
Uma das obras-primas da escultura do Quattrocento, está num pilar da alameda esquerda. Foi criado por Antonio Pollaiuolo em 1498 para um nicho de parede, e foi o único túmulo papal transferido da igreja antiga para a nova.
Pela primeira vez, um papa aparece não apenas deitado em seu sarcófago (abaixo) mas também como um governante terrestre (acima) sentado no trono papal, emoldurado por relevos que mostram as virtudes cardeais, sua mão direita erguida numa bênção. Na mão esquerda, tem a relíquia da Santa Lança de São Longuinho, com a qual o flanco de Cristo teria sido perfurado.
Inocêncio VIII recebeu a relíquia da lança em 1492 como donativo pessoal do sultão turco Bajazet II.